# .30-03
Die Patrone .30-03 (Dezimalkaliber 7,62 × 65 mm) wurde 1903 als Munition für Springfield M1903-Gewehre bei der US Army eingeführt. Sie wurde von September 1903 bis Oktober 1906 hergestellt.

## Bezeichnung
Im deutschen Nationalen Waffenregister (NWR) wird die Patrone unter Katalognummer 600 unter folgenden Bezeichnungen geführt (gebräuchliche Bezeichnungen in Fettdruck)
- .30-03 Gov't (Hauptbezeichnung)
- .30 Ball Mod. 1903
- .30 Gov't Mod. 03
- .30 US Model 1903
- 7,62x65

Ebenfalls gebräuchlich ist die nicht im NWR aufgeführte verkürzte Bezeichnung .30-03.

## Entwicklung
Die Krag-Jørgensen-Gewehre hatten einen Zylinderverschluss mit nur einer Verriegelungswarze, so dass die Verwendung stärkerer Munition die Sicherheit gefährdete. Um mit den Entwicklungen in Europa mitzuhalten, wurde das Springfield M1903 entworfen, das einen Mauserverschluss hatte. Der Mauserverschluss System 98 galt und gilt als sehr widerstandsfähig.
Nun konnte auch eine stärkere Patrone eingeführt werden. Gleichzeitig wurde auf eine moderne, randlose Hülsenform umgestellt. Ein Zwischenschritt in dieser Entwicklung war die als .30-01 bezeichnete randlose Patrone, die wegen ihres dicken Ausziehringes auch als englisch thick rim bezeichnet wurde. Bei der .30-03 wurde die Dicke des Ausziehringes auf ein auch heute noch übliches Maß verringert. Sie enthält eine Ladung von 45 grain (2,9 g) rauchschwachem Pulver, was 5 gr (0,3 g) mehr sind als bei der .30-40 Krag, weshalb die neue Patrone zunächst als .30-45 bezeichnet wurde. Später wurde das Bezeichnungssystem geändert und die zweite Zahl bezeichnet seitdem das Jahr der Einführung. Das Rundkopf-Geschoss der .30-03 wurde von der .30-40 Krag übernommen. Es war ein Vollmantelgeschoss mit einem Mantel aus einer Kupfer-Nickellegierung.
Die .30-03 hatte mit diversen Problemen zu kämpfen, die auch in anderen Ländern auftraten, wie etwa erhöhtem Laufverschleiß und schlechter Ballistik. Letztere resultierte aus dem relativ hohen Geschossgewicht und dessen schlechter Aerodynamik. Ähnlich wie bei der deutschen 7,92 × 57 mm wurden diese Probleme durch die Einführung eines Spitzgeschosses behoben. Diese neue Patrone, mit Spitzgeschoss und geringfügig kürzerer Hülse, war die 1906 eingeführte .30-06 Springfield.